# 147. poljska artilerijska brigada (ZDA)
147. poljska artilerijska brigada (izvirno angleško 147th Field Artillery Brigade) je bila poljska artilerijska brigada Kopenske vojske Združenih držav Amerike.